# جولسيم علي
جولسيم علي هي ممثلة وعارضة تركية ولدت في 18 فبراير 1995.

## روابط خارجية
جولسيم علي على موقع IMDb (الإنجليزية)